# وقاح
وقاح  قرية سوريّة تتبع إداريّاً لمحافظة حلب منطقة الباب ناحية مركز الباب، بلغ تعداد سكانها 113 نسمة حسب التعداد السكاني لعام 2004.